# Добринка (Крым)
Добринка (до 1948 года Кармы́ш; укр. Добринка, крымскотат. Qarmış, Къармыш) — исчезнувшее село в Раздольненском районе Республики Крым, располагавшееся на севере района, в степной части Крыма, примерно в 2,5 километрах северо-восточнее современного села Славянское.

### Динамика численности населения
| - 1806 год — 101 чел. - 1889 год — 60 чел. - 1900 год — 183 чел. | - 1915 год — 88/21 чел. - 1926 год — 151 чел. - 1939 год — 175 чел. |

## История
Первое документальное упоминание села встречается в Камеральном Описании Крыма… 1784 года, судя по которому, в последний период Крымского ханства Кармеш входил в Мангытский кадылык Козловскаго каймаканства. После присоединения Крыма к России (8) 19 апреля 1783 года, (8) 19 февраля 1784 года, именным указом Екатерины II сенату, на территории бывшего Крымского ханства была образована Таврическая область и деревня была приписана к Евпаторийскому уезду. После павловских реформ, с 1796 по 1802 год входила в Акмечетский уезд Новороссийской губернии. По новому административному делению, после создания 8 (20) октября 1802 года Таврической губернии, Кармыш был включён в состав Хоротокиятской волости Евпаторийского уезда.
По Ведомости о волостях и селениях, в Евпаторийском уезде с показанием числа дворов и душ… от 19 апреля 1806 года в деревне Кармыш числилось 12 дворов и 101 крымский татарин. На военно-топографической карте генерал-майора Мухина 1817 года деревня Кармыш обозначена с 7 дворами. После реформы волостного деления 1829 года Кармиш, согласно «Ведомости о казённых волостях Таврической губернии 1829 года» отнесли к Аксакал-Меркитской волости (переименованной из Хоротокиятской). На карте 1836 года в деревне 21 двор, как и на карте 1842 года.
В 1860-х годах, после земской реформы Александра II, деревню приписали к Биюк-Асской волости. Согласно «Памятной книжке Таврической губернии за 1867 год», деревня была покинута, в результате эмиграции крымских татар, особенно массовой после Крымской войны 1853—1856 годов, в Турцию и лежала в развалинах. По обследованиям профессора А. Н. Козловского 1867 года, вода в колодцах деревни была «соленоватая» а их глубина колебалась от 10 до 15 саженей (21—33 м). На трехверстовой карте Шуберта 1865—1876 года в деревне Кармыш обозначен 1 двор. Видимо, в 1880-е годы в деревню был заезд переселенцев, поскольку уже по «Памятной книге Таврической губернии 1889 года», по результатам Х ревизии 1887 года, в деревне Кармыш числилось 11 дворов и 60 жителей.
Земская реформа 1890-х годов в Евпаторийском уезде прошла после 1892 года, в результате Кармыш приписали к Агайской волости. По «…Памятной книжке Таврической губернии на 1900 год» в Кармыше числилось 70 жителей в 11 дворах. По Статистическому справочнику Таврической губернии. Ч.II-я. Статистический очерк, выпуск пятый Евпаторийский уезд, 1915 год, в деревне Кармыш Агайской волости Евпаторийского уезда числилось 18 дворов с татарским населением в количестве 88 человек приписных жителей и 21 — «посторонних», из которых 53 мужчины и 56 женщин. Жители владели 479 десятинами удобной земли (2 двора с землёй, 16 — безземельные). В хозяйствах имелось 92 лошади, 8 волов, 9 коров и 675 голов мелкого скота.
После установления в Крыму Советской власти, по постановлению Крымревкома от 8 января 1921 года № 206 «Об изменении административных границ» была упразднена волостная система и село вошло в состав Бакальского района Евпаторийского уезда, а в 1922 году уезды получили название округов. 11 октября 1923 года, согласно постановлению ВЦИК, в административное деление Крымской АССР были внесены изменения, в результате которых округа были отменены, Бакальский район упразднён и село вошло в состав Евпаторийского района. Согласно Списку населённых пунктов Крымской АССР по Всесоюзной переписи 17 декабря 1926 года, в селе Кармыш, Ак-Шеихского сельсовета Евпаторийского района, числился 31 двор, из них 30 крестьянских, население составляло 151 человек, все татары, действовала татарская школа. После создания 15 сентября 1931 года Фрайдорфского (переименованного в 1944 году в Новосёловский) еврейского национального района Кармыш включили в его состав, а после создания в 1935 году Ак-Шеихского района (переименованного в 1944 году в Раздольненский) включили в состав нового. По данным всесоюзной переписи населения 1939 года в селе проживало 175 человек.
В 1944 году, после освобождения Крыма от фашистов, согласно Постановлению ГКО № 5859 от 11 мая 1944 года, 18 мая крымские татары были депортированы в Среднюю Азию. С 25 июня 1946 года Кармыш в составе Крымской области РСФСР. Указом Президиума Верховного Совета РСФСР от 18 мая 1948 года, Кармыш переименовали в Добринку. 26 апреля 1954 года Крымская область была передана из состава РСФСР в состав УССР. Время включения в Славянский сельсовет пока не установлено: на 15 июня 1960 года село уже числилось в его составе. Ликвидирована к 1968 году (согласно справочнику «Крымская область. Административно-территориальное деление на 1 января 1968 года» — в период с 1954 по 1968 годы, как посёлок Славянского сельсовета).